# Nàng nàng cuống ngắn
Callicarpa brevipes là một loài thực vật có hoa trong họ Hoa môi. Loài này được (Benth.) Hance mô tả khoa học đầu tiên năm 1866.